# والتر بولكس
والتر بولكس محرك طائرة شعاعي تشيكوسلوفاكي مكون من 9 أسطوانات ويُبرد بالهواء.

صُنع بواسطة شركة محركات والتر للطائرات لتشغيل الطائرات الخفيفة، والطائرات التي بدأت العمل لأول مرة في عام 1936.

بلغت قدرة المحرك 450 حصان (355 كيلو وات) عند 1800 دورة/دقيقة. استُخدم المحرك لأول مرة في طائرة فيسيلير إف 2 تايجر في عام 1934.

## الطرازات
- بولكس 2

تُشغل المروحة الدافعة للمحرك بواسطة الاتصال المباشر بعمود الدوران.
- بولكس 2-أر

تُشغل المروحة الدافعة للمحرك بواسطة تروس تخفيض سرعة وحدة تخفيض سرعة المروحة الدافعة، وتبلغ نسبة التخفيض 1:0.666.

## التطبيقات

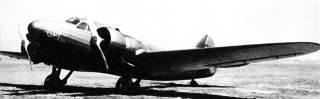
ايرو ايه 204

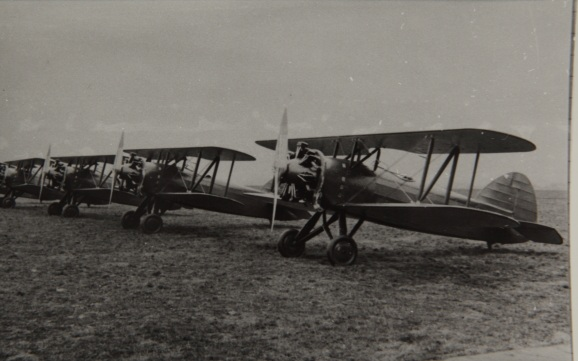
أفيا بي 122

استُخدم المحرك في الطائرات التالية:
- ايرو ايه 204
- أفيا بي 122
- فيسيلير إف 2 تايجر
- براجا بي إتش-41

## محركات معروضة
يُعرض نموذج من محرك والتر بولكس للعامة في متحف طيران براج.

## المواصفات (بولكس 2 أر)

### مواصفات عامة
- النوع: محرك طائرة شعاعي مكون من 9 أسطوانات ويُبرد بالهواء.
- قطر الأسطوانة: 135 مم.
- الشوط: 170 مم.
- الوزن الصافي: 340.6 كجم.

### المكونات
- سلسة صمامات: صمام دخول وصمام عادم لكل أسطوانة.
- نظام الوقود: مكربن.
- نوع الوقود: بنزين.
- نظام التبريد: تبريد بالهواء.

### الأداء
- القدرة الناتجة: 480 حصان (358 كيلو وات) عند 2070 دورة/دقيقة.
- نسبة الانضغاط: 1:6
- نسبة القدرة إلى الوزن: 0.64 حصان/باوند (1 كيلو وات/كجم).

## مزيد من القراءة
- Gunston, Bill. World Encyclopedia of Aero Engines. Cambridge, England. Patrick Stephens Limited, 1989. ISBN 1-85260-163-9